# Limnodromus scolopaceus
Il Limnodromo pettorossiccio (Limnodromus scolopaceus, Say, 1823) è un uccello della famiglia degli Scolopacidae.

## Sistematica
Limnodromus scolopaceus ha due sottospecie:
- L. scolopaceus fasciatus
- L. scolopaceus scolopaceus

## Distribuzione e habitat
Questo piro-piro vive in tutto il Nord America, con l'eccezione della Groenlandia; vive anche nei Caraibi, in Argentina, Colombia, Russia, Giappone, Indonesia e Thailandia. È di passo in Europa, dalla Spagna alla Finlandia, in Italia, Marocco, Sahara Occidentale, Israele, Oman, India, Perù e Ecuador.

## Galleria d'immagini

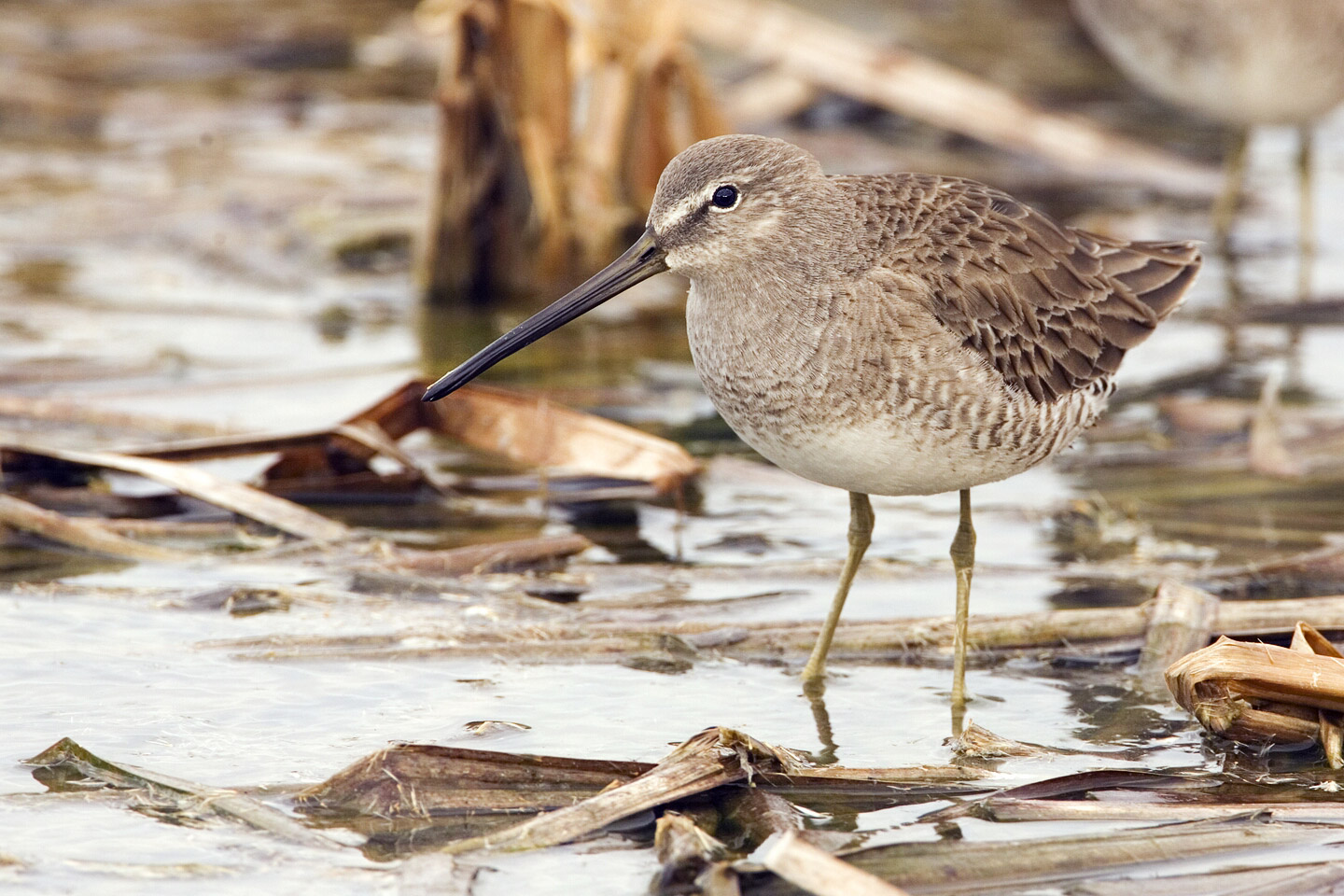
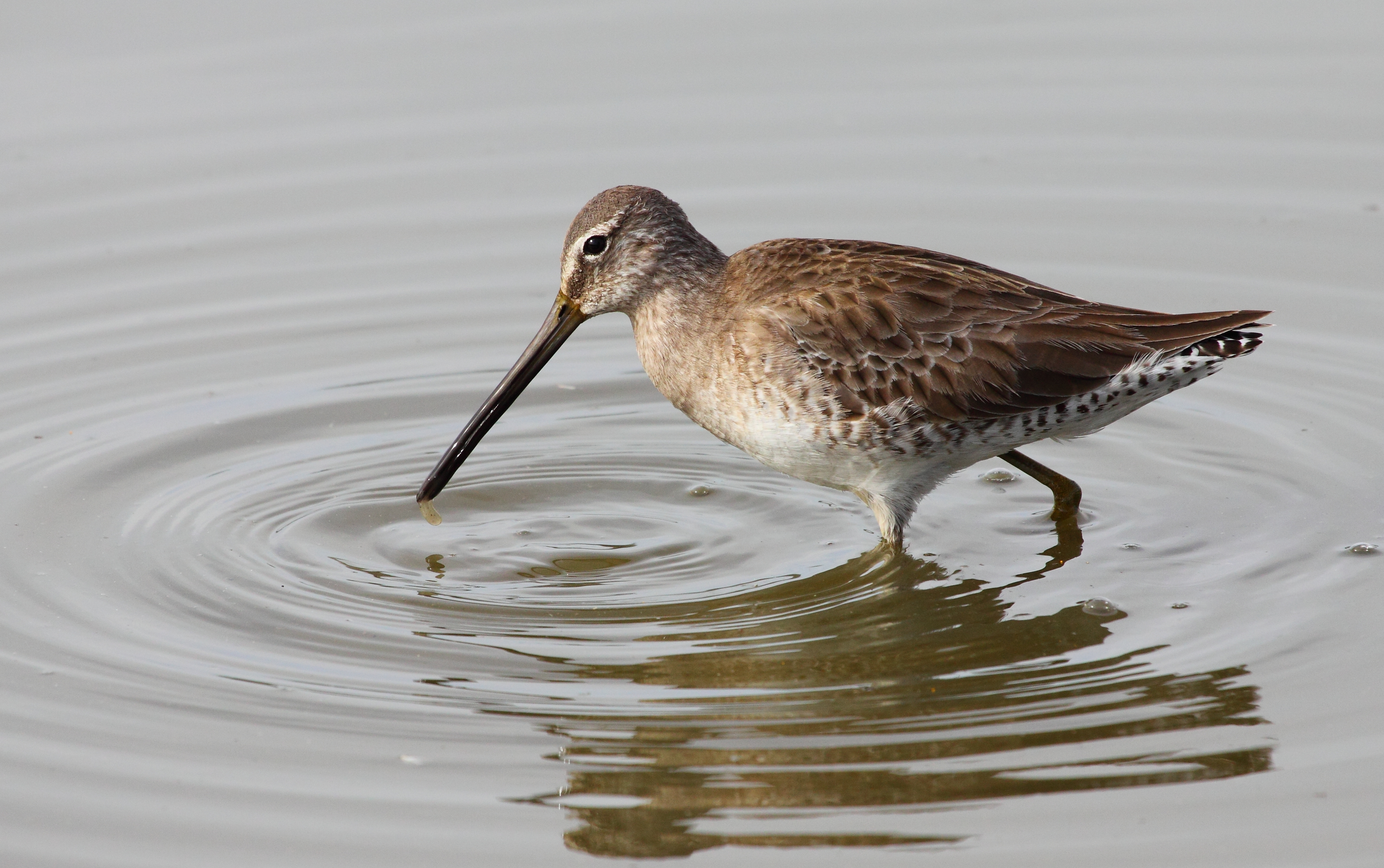
Un esemplare di Limnodromo pettorossiccio  mentre perlustra uno stagno alla ricerca di cibo.